# Нове Место (Братислава)
Нове Место (словац. Nové Mesto) — міська частина, громада округу Братислава III, Братиславський край. Кадастрова площа громади — 37.48 км².
Населення 40246 осіб (станом на 31 грудня 2020 року).

## Історія
Нове Место згадується 1279 року.